# Astronaut (Duran Duran)
Astronaut è l'undicesimo album in studio dei Duran Duran. Uscito nel 2004, è l'album che vede il ritorno della celebre formazione originaria, inizialmente attiva dall'album d'esordio sino al 1985.
Il disco ottiene ottimi riconoscimenti e la ritrovata compattezza della band genera una nuova più forte attenzione e curiosità per il gruppo di Birmingham.
In totale l'album ha venduto circa 1 milione di copie in tutto il mondo.

## Tracce
(Taylor, Taylor, Taylor, Rhodes, Le Bon)
1. (Reach Up for The) Sunrise - 3:24
2. Want You More! - 3:37
3. What Happens Tomorrow - 4:05
4. Astronaut - 3:24
5. Bedroom Toys - 3:51
6. Nice - 3:27
7. Taste The Summer - 3:52
8. Finest Hour - 3:57
9. Chains - 4:45
10. One of Those Days - 3:46
11. Point of No Return - 5:00
12. Still Breathing - 6:07

## Singoli
- (Reach Up for The) Sunrise / Know It All - ottobre 2004
- What Happens Tomorrow / Silent Icy River - gennaio 2005
- Nice - agosto 2005 (solo in download da iTunes Store)

## Formazione
- Simon Le Bon - voce
- Nick Rhodes - tastiere
- John Taylor - basso
- Roger Taylor - batteria
- Andy Taylor - chitarra, cori

## Altri Musicisti
- Sally Boyden: cori
- Tessa Niles: cori

## Produttori
- Dallas Austin: produttore, ingegnere
- Bernie Beca: artwork
- Francesco Cameli: assistente ingegnere
- Daniel Catullo: produttore, produttore esecutivo
- Mike Clink: produttore
- Duran Duran: produttori e produttori esecutivi
- Richard Edgeler: assistente ingegnere del suono
- Guy Farley: arrangiamento archi
- Sean Fullan: editore
- Tilton Gardner: produttore esecutivo
- Don Gilmore: produttore, ingegnere
- David Gray: A&R
- Richard Haughton: fotografia
- Richard Hilton: ingegnere, editore digitale
- Sean Hogan: artwork
- Heidi Kelso: produttore
- Wendy Laister: produttore esecutivo
- David Massey: A&R
- Robert McClaugherty: produttore esecutivo
- Daniel Mendez: ingegnere, editore digitale
- Jason Nevins: programmatore, ingegnere
- Patty Palazzo: artwork
- Nile Rodgers: produttore
- James A. Salkind: post produzione supervisore
- Kristian Schull: foto copertina
- Rick Sheppard: ingegnere, editore digitale
- Sara Syms: disegno grafico
- Mark Tinley: programmazione, ingegnere, pre-produzione
- Clarissa Tossin: artwork
- Melanie Vaughan: produttore
- John Warwicker: direttore creativo, editore grafico
- Jeremy Wheatley: missaggio
- Leon Zervos: mastering

## Tour promozionale
Per promuovere l'album, il gruppo intraprese l'Astronaut Tour durante il 2005 e il 2006. Per quanto riguarda l'Italia, il tour fece tappa nelle seguenti date:
- 04/06/2005 - Verona - Arena - 18.000 spettatori
- 05/06/2005 - Milano - Fila Forum - 11.000 spettatori
- 19/06/2005 - Roma - Cornetto Festival Piazza San Giovanni - circa 30.000 spettatori
- 20/06/2005 - Genova - Piazza del Mare -
- 21/06/2005 - Trieste - Piazza Unita d'Italia -
- 02/07/2005 - Roma - Live 8 - oltre 350.000 spettatori